# Astyanax jordani
Astyanax jordani (лат.) — вид лучепёрых рыб, обитающих в мексиканских пещерах. Не следует путать его со слепой пещерной формой другого вида — Astyanax mexicanus. При этом виды родственны и есть мнение, что Astyanax jordani всё же младший синоним или подвид Astyanax mexicanus.
Слепая пещерная рыба длиной до 10 см. Самки мечут икру в случайных местах, поэтому на дне пещеры должны быть щели и углубления, в которых клейкие икринки будут скрыты до вылупления мальков, чтобы избежать полного поедания обитателями пещерного водоёма, включая родителей.